# Marquis Cooper
Victor "Marquis" Cooper (11. marts 1982 – forsvundet 1. marts 2009, erklæret død 6. marts 2009) var en professionel amerikansk fodbold-spiller fra USA, der spillede for adskillige hold i NFL, herunder Seattle Seahawks, Jacksonville Jaguars og Pittsburgh Steelers. Han spillede positionen linebacker.